# Das Loch oder Das wiedergefundene Paradies
Das Loch oder Das wiedergefundene Paradies ist ein kurzes Stück von Achim von Arnim. Die Gelegenheitsarbeit besteht aus zwei Aufzügen (erster Aufzug: zwölf Szenen; zweiter Aufzug: fünf Szenen). Nachdem das Stück, das die Gattungsbezeichnung „Ein Schattenspiel“ trägt, bereits 1811 – im Jahr seiner Entstehung – aufgeführt worden war, erschien es 1813 zum ersten Mal im Druck.

## Entstehung
Arnim hat den Hintergrund seines Dramas – die Geschichte von der Kaiserin im Turm – aus einer Erzählung der Sammlung Sieben weise Meister vom Ende des 15. Jahrhunderts genommen, allerdings stark bearbeitet und erweitert.

## Inhalt

### Erster Aufzug
Angespornt von seiner Geliebten, der Kaiserin, verdingt sich ein Ritter als Wächter beim Kaiser des Rhabarberlandes und lässt ein Loch in die Mauer des Turmes brechen, in dem sich die Kaiserin befindet. Die beiden planen und vollziehen ihre Flucht. Der getäuschte Kaiser seinerseits täuscht sein Volk und flieht mit seinem Kanzler, dem Kasper, in den Wald.

### Zweiter Aufzug
Der Teufel hat den Kaiser und alle Menschen in die „Regierungsmaschine“ gelockt und reißt sie mit sich in die Hölle. Von Engeln gezogen erreicht das Schiff mit dem Ritter und der Kaiserin wieder das Rhababerland, das inzwischen von Tieren regiert wird, die die beiden im wiedergefundenen Paradies zum Herrscherpaar krönen.

## Ausgaben
- Das Loch oder Das Wiedergefundene Paradies bei Zeno.org